# 6449 Kudara
6449 Kudara este un asteroid din centura principală de asteroizi.

## Descriere
6449 Kudara este un asteroid din centura principală de asteroizi. A fost descoperit pe 7 februarie 1991 la Geisei de Tsutomu Seki. El prezintă o orbită caracterizată de o semiaxă mare de 2,32 ua, o excentricitate de 0,14 și o înclinație de 2,5° în raport cu ecliptica.